# Cottonwood (Dakota del Sud)
Cottonwood è un centro abitato (town) degli Stati Uniti d'America, situato nella contea di Jackson nello Stato del Dakota del Sud. La popolazione era di 9 persone al censimento del 2010.

## Storia
Cottonwood in origine si chiamava Ingham, e sotto quest'ultimo nome è stata progettata nel 1906. Il nome attuale deriva da Cottonwood Creek.

## Geografia fisica
Cottonwood è situata a 43°57′59″N 101°54′20″W (43.966333, -101.905478).

## Società

### Evoluzione demografica
Secondo il censimento del 2010, c'erano 9 persone.

### Etnie e minoranze straniere
Secondo il censimento del 2010, la composizione etnica della città era formata dall'88,9% di bianchi e l'11,1% di nativi americani.